# Xylergates capixaba
Xylergates capixaba là một loài bọ cánh cứng trong họ Cerambycidae.